# جیمز وارد
جیمز وارد (به انگلیسی: James Ward) بازیکن فوتبال زادهٔ ۲۸ مارس ۱۸۶۵ اهل انگلستان بود که سابقهٔ بازی در تیم ملی فوتبال انگلستان را در کارنامهٔ خود دارد. وی در تاریخ ۱۴ مارس ۱۸۸۵ تنها بازی ملی خود را در مقابل تیم ملی فوتبال ولز انجام داد.